# Cordigliera Artica
La Cordigliera Artica, talvolta chiamata Montagne Rocciose Artiche, sono un vasto sistema montuoso che corre lungo le regioni più nord-orientali dell'America settentrionale, e del Canada in particolare. Si estende dall'Isola di Ellesmere verso sud-est toccando la maggior parte del litorale orientale del territorio del Nunavut.
In tutto copre una distanza di oltre 1000 km. Il sistema montuoso domina gran parte dell'Arcipelago artico canadese e al suo interno sono presenti alcune delle principali calotte polari canadesi, come il Penny Ice Cap sull'Isola di Baffin. È delimitata a est dalla Baia di Baffin, dallo Stretto di Davis e dal Mare del Labrador, mentre la parte settentrionale è delimitata dal Mare Glaciale Artico.

## Vette principali

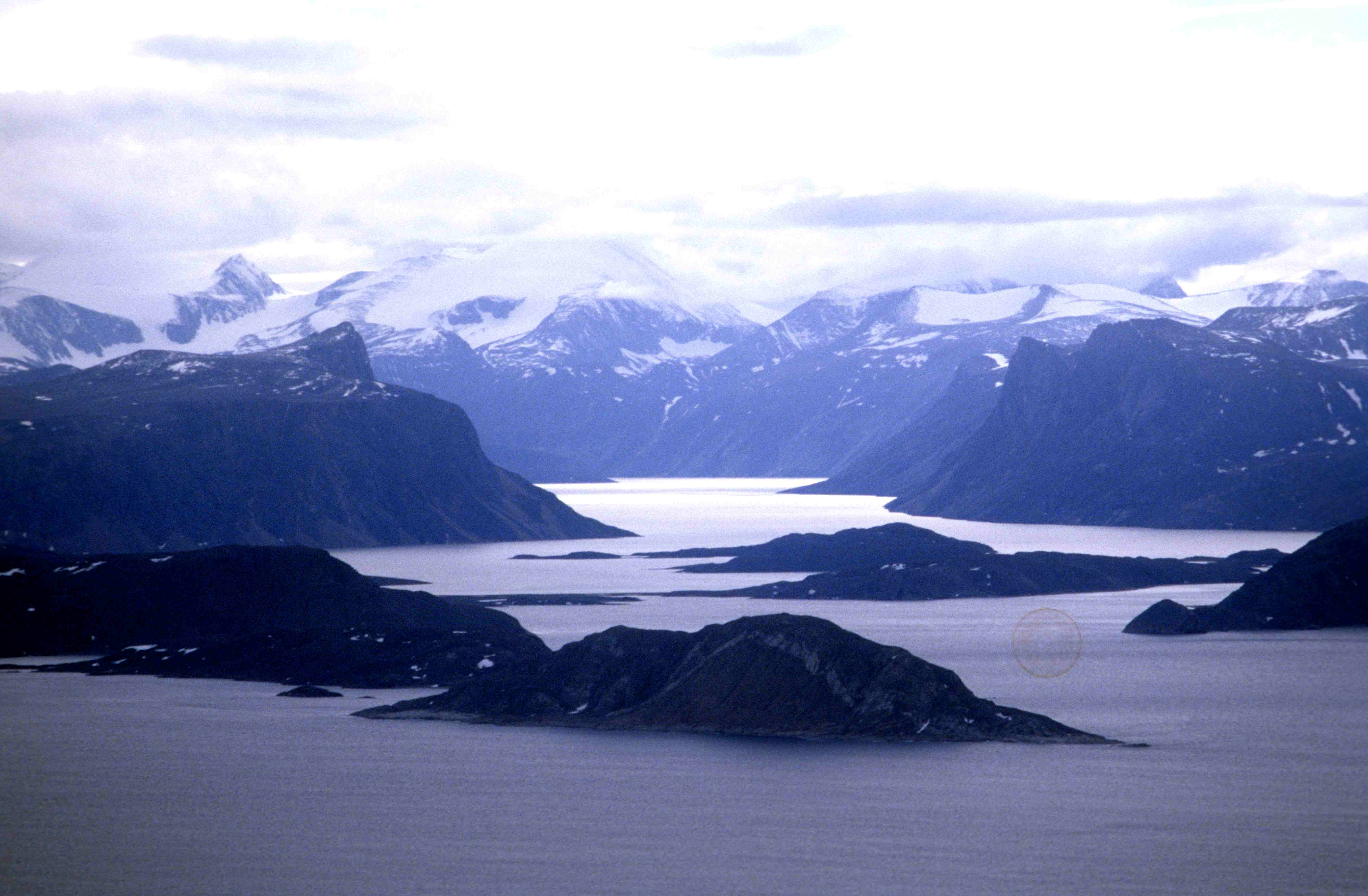
Catene montuose sull'Isola di Baffin.

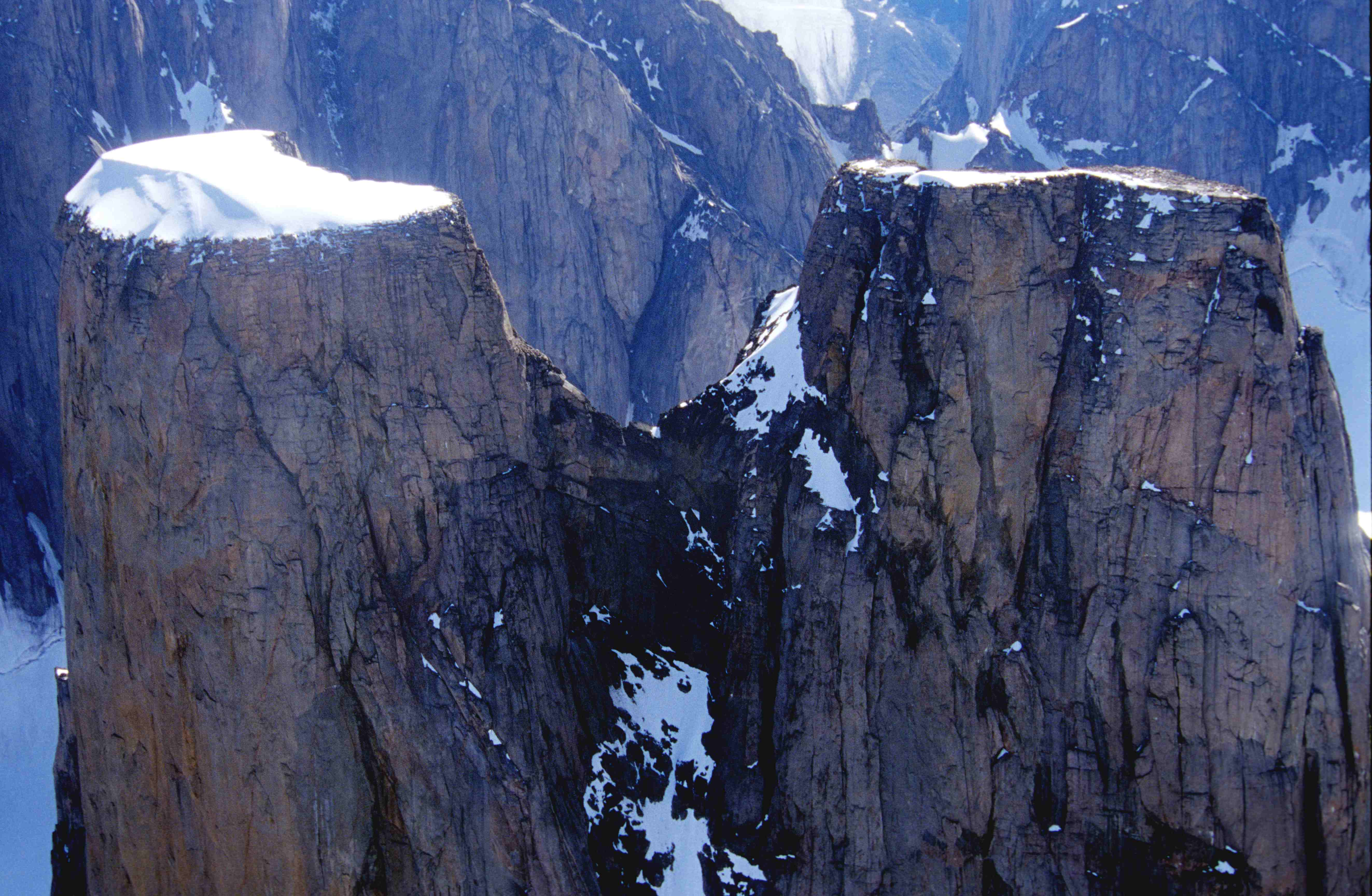
Monte Asgard nel luglio 2001

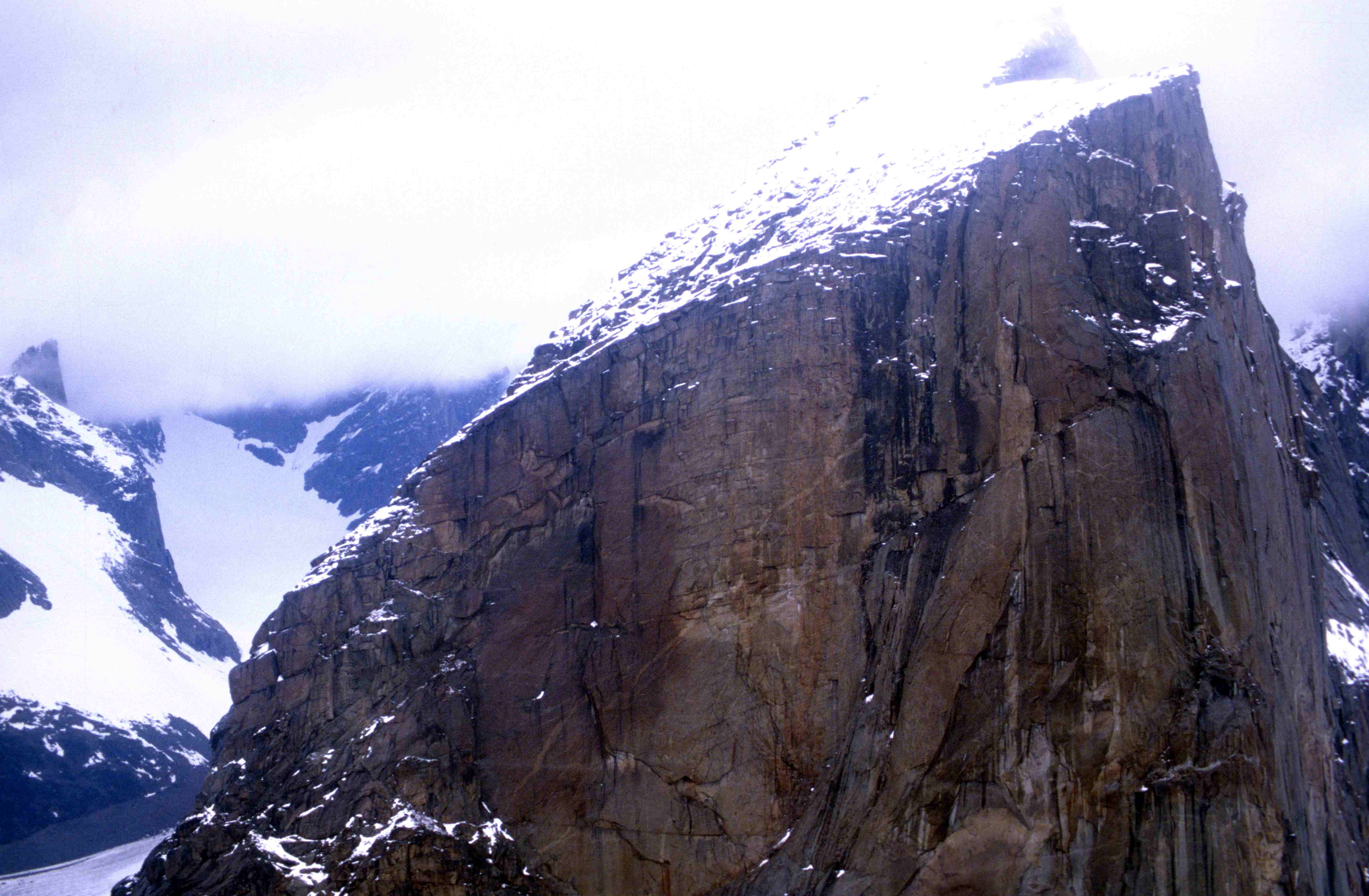
Monte Thor nel 1997

| Vetta              | metri | piedi | note                                               |
| ------------------ | ----- | ----- | -------------------------------------------------- |
| Monte Barbeau      | 2 616 | 8 583 | Punto più elevato della Cordigliera Artica         |
| Monte Whisler      | 2 500 | 8 202 | Secondo punto più elevato della Cordigliera Artica |
| Monte Commonwealth | 2 225 | 7 300 |                                                    |
| Monte Oxford       | 2 210 | 7 251 |                                                    |
| Outlook Peak       | 2 210 | 7 251 | Punto più elevato sull'Isola di Axel Heiberg       |
| Monte Odin         | 2 147 | 7 044 | Punto più elevato sull'Isola di Baffin             |
| Monte Asgard       | 2 015 | 6 611 |                                                    |
| Monte Qiajivik     | 1 963 | 6 440 | Punto più elevato nel nord dell'Isola di Baffin    |
| Monte Angilaaq     | 1 951 | 6 401 |                                                    |
| Kisimngiuqtuq Peak | 1 905 | 6 250 |                                                    |
| Monte Arrowhead    | 1 860 | 6 102 |                                                    |
| Monte Eugene       | 1 850 | 6 070 |                                                    |
| Ukpik Peak         | 1 809 | 5 935 |                                                    |
| Monte Nukap        | 1 780 | 5 840 |                                                    |
| Bastille Peak      | 1 733 | 5 656 |                                                    |
| Monte Thule        | 1 711 | 5 614 |                                                    |
| Monte Angna        | 1 710 | 5 610 |                                                    |
| Monte Thor         | 1 675 | 5 500 |                                                    |
| Monte Caubvick     | 1 652 | 5 420 |                                                    |